# Lietuvos Lyga 1928
L'edizione 1928 del Lietuvos Lyga fu la 7ª del massimo campionato di calcio lituano; il titolo fu vinto dal KSS Klaipeda, giunto al suo 1º titolo. Si trattò della prima vittoria di una squadra non proveniente da Kaunas.

## Formula
Il campionato era formato da venti squadre divise in tre diverse zone in base alla contea di appartenenza. Il girone di Kaunas era formato da sei squadre che si incontrarono in gare di andata e ritorno per un totale di 10 turni. Il girone di Klaipėda era diviso in due sottogruppi: quello nord formato da cinque squadre, di cui non è nota la formula né i risultati, e quello sud, formato da cinque squadre che si incontrarono in gare di andata e ritorno per un totale di 8 turni. In tutti e due i gironi erano assegnati due punti alla vittoria, un punto al pareggio e zero per la sconfitta.
Per la contea di Šiauliai, le quattro non disputarono un girone, ma un torneo ad eliminazione diretta (semifinali e finali), con gare di sola andata.
I vincitori dei sottogruppi di Klaipeda si incontrarono in una prima finale in gara unica; il vincitore incontrò poi la vincente del girone di Kaunas (qualificatosi per la finale per il ritiro della vincente del girone di Šiauliai) in una partita che decretò il vincitore del campionato. Di questa seconda fase è noto solo il risultato della finale

## Prima fase

### Gruppo di Kaunas
|  | Pos. | Squadra       | Pt | G  | V | N | P | GF | GS | DR  |
|  | ---- | ------------- | -- | -- | - | - | - | -- | -- | --- |
|  | 1.   | LFLS Kaunas   | 19 | 10 | 9 | 1 | 0 | 26 | 8  | +18 |
|  | 2.   | KSK Kaunas    | 15 | 10 | 6 | 3 | 1 | 21 | 8  | +13 |
|  | 3.   | Kovas Kaunas  | 10 | 10 | 4 | 2 | 4 | 21 | 19 | +1  |
|  | 4.   | Sparta Kaunas | 7  | 10 | 3 | 1 | 6 | 20 | 20 | +0  |
|  | 5.   | Makabi Kaunas | 6  | 10 | 2 | 2 | 6 | 10 | 19 | -9  |
|  | 6.   | Kultus Kaunas | 3  | 10 | 1 | 1 | 7 | 7  | 30 | -23 |

### Zona di Klaipeda

#### Classifica Sottogruppo Sud
|  | Pos. | Squadra                    | Pt | G | V | N | P | GF | GS | DR  |
|  | ---- | -------------------------- | -- | - | - | - | - | -- | -- | --- |
|  | 1.   | KSS Klaipeda               | 14 | 8 | 7 | 0 | 1 | 29 | 15 | +14 |
|  | 2.   | Spielvereiningung Klaipeda | 8  | 8 | 4 | 0 | 4 | 21 | 22 | -1  |
|  | 3.   | SSK Klaipeda               | 8  | 8 | 4 | 0 | 4 | 16 | 19 | -3  |
|  | 4.   | Freya Klaipeda             | 6  | 8 | 3 | 0 | 5 | 15 | 19 | -4  |
|  | 5.   | Vorwarts Silute            | 4  | 8 | 2 | 0 | 6 | 16 | 22 | -6  |

#### Classifica Sottogruppo Nord
|  | Pos. | Squadra                  | Pt | G | V | N | P | GF | GS | DR |
|  | ---- | ------------------------ | -- | - | - | - | - | -- | -- | -- |
|  | 1.   | Sportverein Pagėgiai     | 18 | ? | ? | ? | ? | ?  | ?  | ?  |
|  | 2.   | Sportverein Stoniškiai   | 16 | ? | ? | ? | ? | ?  | ?  | ?  |
|  | 3.   | Sportverein Pagėgiai 2   | 2  | ? | ? | ? | ? | ?  | ?  | ?  |
|  | 4.   | Sportverein Stoniškiai 2 | 2  | ? | ? | ? | ? | ?  | ?  | ?  |
|  | 5.   | Sportverein Gudai        | 2  | ? | ? | ? | ? | ?  | ?  | ?  |

### Gruppo di Šiauliai

#### Primo turno
| Squadra 1    | Risultato | Squadra 2       |
| ------------ | --------- | --------------- |
| LDS Šiauliai | 6 - 0     | Kraft Šiauliai  |
| ŠSK Šiauliai | ? - ?     | Makabi Šiauliai |

#### Secondo turno
| Squadra 1    | Risultato | Squadra 2    |
| ------------ | --------- | ------------ |
| LDS Šiauliai | 5 - 1     | ŠSK Šiauliai |

## Seconda fase

### Semifinali
| Squadra 1    | Risultato | Squadra 2            |
| ------------ | --------- | -------------------- |
| LFLS Kaunas  | ? - ?     | LDS Šiauliai         |
| KSS Klaipeda | ? - ?     | Sportverein Pagėgiai |

### Finale
| Squadra 1    | Risultato | Squadra 2   |
| ------------ | --------- | ----------- |
| KSS Klaipeda | 3 - 1     | LFLS Kaunas |